# Environmental and Resource Economics
Environmental and Resource Economics (ERE) ist eine wissenschaftliche Fachzeitschrift mit Peer-Review-Verfahren, die von Springer im Auftrag der European Association of Environmental and Resource Economists herausgegeben wird. Chefredakteur ist derzeit (2016) Ian J. Bateman.

## Ausrichtung
Environmental and Resource Economics widmet sich der Umwelt- und Ressourcenökonomik, wobei auch interdisziplinäre Forschung in ihr vertreten ist. Das Ziel ist die Anwendung ökonomischer Methoden zu Umweltmanagementproblemen. Zu den konkreten Themen in der Zeitschrift publizierter Artikel gehören:
- Entwicklung und Evaluierung von Umweltpolitikinstrumenten;
- Kosten-Nutzen- und Kosten-Wirksamkeits-Analyse
- sektorale Analyse der Wirkung von Umweltpolitik;
- Modellierung und Simulation;
- Institutionelle Analyse;
- umweltökonomische Bewertung;
- Indikatoren der Umweltqualität.

Sowohl theoretische als auch anwendungsorientierte Beiträge werden in der Zeitschrift veröffentlicht.

## Rezeption
Combes und Linnemer sortieren das Journal mit Rang 79 von 600 wirtschaftswissenschaftlichen Zeitschriften in die drittbeste Kategorie A ein.
Der einjährige Impact-Faktor der Zeitschrift betrug 2021 4,955.